# Argentina Open
Argentina Open, Abierto Argentino — міжнародний щорічний чоловічий професійний тенісний турнір, який проводиться в Buenos Aires Lawn Tennis Club у районі Палермо міста Буенос-Айреса, Аргентина. Турнір є частиною Туру ATP в категорії ATP 250, матчі відбуваються на відкритих ґрунтових кортах у лютому. Заснований 1927 року як змішаний чоловічий і жіночий турнір Argentina International Championships. Жіночий турнір відбувався до 1987 року і відновлений 2021 року як WTA Argentine Open.

## Фінали

### Одиночний розряд
| Рік       | Чемпіон                             | Фіналіст                            | Рахунок                             |                                |
| --------- | ----------------------------------- | ----------------------------------- | ----------------------------------- | ------------------------------ |
| 1927      | Juan Carlos Morea                   | Héctor Cattaruzza                   | 6–3, 6–3, 4–6, 7–5.                 |                                |
| 1928      | Ronald Boyd                         | Juan Carlos Morea                   | 6–4, 3–6, 6–1, 6–1.                 |                                |
| 1930      | Фред Перрі                          | Eric Peters                         | 6–4, 6–1, 6–0.                      |                                |
| 1931      | Ronald Boyd                         | Lucilo Del Castillo                 | 11–9, 6–4, 6–2.                     |                                |
| 1932      | Гільєрмо Робсон                     | Adriano Zappa                       | 6–1, 6–2, 6–3.                      |                                |
| 1933      | Гільєрмо Робсон (2)                 | Adriano Zappa                       | 6–0, 6–3, 6–3.                      |                                |
| 1934      | Гільєрмо Робсон (3)                 | Lucilo Del Castillo                 | 6–1, 6–1, 4–6, 3–6, 6–4.            |                                |
| 1935      | Джорджо де Стефані                  | Lucilo Del Castillo                 | 10–8, 10–8, 6–1.                    |                                |
| 1937      | Alcides Procópio                    | Héctor Cattaruzza                   | 9–11, 6–3, 6–1, 6–3.                |                                |
| 1938      | Франьйо Пунчеч                      | Йосип Палада                        | 2–6, 6–4, 7–5, 6–0.                 |                                |
| 1939      | Алехо Расселл                       | Панчо Сегура                        | 2–6, 6–3, 4–6, 6–4, 6–1.            |                                |
| 1940      | Дон Макніл                          | Елвуд Кук                           | 8–6, 4–6, 6–0, 6–3.                 |                                |
| 1941      | Дон Макніл (2)                      | Джек Креймер                        | 6–3, 8–6, 0–6, 7–9, 7–5.            |                                |
| 1942      | Дон Макніл (3)                      | Андрес Гаммерслі                    | 6–3, 4–6, 6–2, 8–6.                 |                                |
| 1943      | Дон Макніл (4)                      | Панчо Сегура                        | 6–4, 6–1, 5–7, 6–3.                 |                                |
| 1944      | Енріке Мореа                        | Еральдо Вейсс                       | 6–2, 8–6, 2–6, 1–6, 6–3.            |                                |
| 1945      | чоловічий турнір не проводився      | чоловічий турнір не проводився      | чоловічий турнір не проводився      | чоловічий турнір не проводився |
| 1946      | Боб Фалкенбурґ                      | Енріке Мореа                        | 6–4, 5–7, 6–4, 3–6, 7–5.            |                                |
| 1947      | Френк Паркер                        | Енріке Мореа                        | 6–2, 6–4, 6–2.                      |                                |
| 1948      | Ерік Стерджесс                      | Вік Сайксес                         | 6–1, 3–6, 6–3, 6–4.                 |                                |
| 1949      | Енріке Мореа (2)                    | Том Браун                           | 7–5, 6–3, 6–2.                      |                                |
| 1950      | Енріке Мореа (3)                    | Рікардо Бальбієрс                   | 4–6, 3–6, 6–2, 6–1, 6–2.            |                                |
| 1951      | Енріке Мореа (4)                    | Фаусто Гардіні                      | 6–3, 6–1, 6–3.                      |                                |
| 1952      | Ярослав Дробний (тенісист)          | Енріке Мореа                        | 6–8, 6–1, 6–0, 6–2.                 |                                |
| 1953      | Ернесто Делла Паолера               | Eduardo Prado                       | 6–2, 6–1, 3–2, AB..                 |                                |
| 1954      | Енріке Мореа (5)                    | Ярослав Дробний (тенісист)          | 2–6, 6–3, 6–3, 6–0.                 |                                |
| 1955      | Луїс Аяла                           | Арт Ларсен                          | 6–2, 6–4, 0–6, 6–0.                 |                                |
| 1956      | Енріке Мореа (6)                    | Ульф Шмідт                          | 6–2, 6–1, 6–2.                      |                                |
| 1957      | Луїс Аяла (2)                       | Енріке Мореа                        | 6–8, 6–4, 6–2, 6–2                  |                                |
| 1958      | Маріо Льямас                        | Енріке Мореа                        | 6–4, 9–7, 1–6, 2–6.                 |                                |
| 1959      | Мануель Сантана                     | Луїс Аяла                           | 6–2, 7–5, 2–6, 9–7.                 |                                |
| 1960      | Луїс Аяла (3)                       | Мануель Сантана                     | 6–3, 3–6, 6–3, 7–5, 8–6.            |                                |
| 1961      | П'єр Дармон                         | Енріке Мореа                        | 6–1, 6–1, 6–1.                      |                                |
| 1962      | Ян-Ерік Лундквіст                   | Патрісіо Родрігес                   | 2–6, 6–4, 7–5, 2–6, 6–3.            |                                |
| 1963      | Нікола П'єтранджелі                 | Роналд Барнз                        | 6–2, 4–6, 6–4, 6–3.                 |                                |
| 1964      | Чак Маккінлі                        | Мануель Сантана                     | 6–4, 1–6, 4–6, 6–3, 4–5, retd.      |                                |
| 1965      | Нікола П'єтранджелі (2)             | Кліфф Дрісдейл                      | 6–8, 6–4, 6–0, 1–6, 7–5             |                                |
| 1966      | Кліфф Річі                          | Томас Кош                           | 6–3, 6–2, 2–6, 6–0.                 |                                |
| 1967      | Кліфф Річі (2)                      | Жозе Едісон Мандаріно               | 7–5, 6–8, 6–3, 6–3.                 |                                |
| Open era  |                                     |                                     |                                     |                                |
| 1968      | Рой Емерсон                         | Род Лейвер                          | 9–7, 6–4, 6–4.                      |                                |
| 1969      | Франсуа Жоффре                      | Желько Франулович                   | 3–6, 6–2, 6–4, 6–3                  |                                |
| 1970      | Желько Франулович                   | Мануель Орантес                     | 6–4, 6–2, 6–0.                      |                                |
| 1971      | Желько Франулович (2)               | Іліє Настасе                        | 6–3, 7–6, 6–1.                      |                                |
| 1972      | Карл Майлер                         | Гільєрмо Вілас                      | 6–7, 2–6, 6–4, 6–4, 6–4.            |                                |
| 1973      | Гільєрмо Вілас                      | Б'єрн Борг                          | 3–6, 6–7, 6–4, 6–6 retd.            |                                |
| 1974      | Гільєрмо Вілас (2)                  | Мануель Орантес                     | 6–3, 0–6, 7–5, 6–2.                 |                                |
| 1975      | Гільєрмо Вілас (3)                  | Адріано Панатта                     | 6–1, 6–4, 6–4.                      |                                |
| 1976      | Гільєрмо Вілас (4)                  | Хайме Фійоль                        | 6–2, 6–2, 6–3.                      |                                |
| 1977 A    | Гільєрмо Вілас (5)                  | Войцех Фібак                        | 6–4, 6–3, 6–0.                      |                                |
| 1977 N    | Гільєрмо Вілас (6)                  | Хайме Фійоль                        | 6–2, 7–5, 3–6, 6–3.                 |                                |
| 1978      | Хосе Луїс Клерк                     | Віктор Печчі                        | 6–4, 6–4                            |                                |
| 1979      | Гільєрмо Вілас (7)                  | Хосе Луїс Клерк                     | 6–1, 6–2, 6–1                       |                                |
| 1980      | Хосе Луїс Клерк (2)                 | Рольф Герінг                        | 6–7, 2–6, 7–5, 6–0, 6–3             |                                |
| 1981      | Іван Лендл                          | Гільєрмо Вілас                      | 6–2, 6–2                            |                                |
| 1982      | Гільєрмо Вілас (8)                  | Алехандро Гансабаль                 | 6–2, 6–4                            |                                |
| 1983–1984 | чоловічий турнір не проводився      | чоловічий турнір не проводився      | чоловічий турнір не проводився      | чоловічий турнір не проводився |
| 1985      | Мартін Хайте                        | Дієго Перес                         | 6–4, 6–2                            |                                |
| 1986      | Джей Бергер                         | Франко Давін                        | 6–3, 6–3                            |                                |
| 1987      | Гільєрмо Перес Рольдан              | Джей Бергер                         | 3–2 retired                         |                                |
| 1988      | Хав'єр Санчес                       | Гільєрмо Перес Рольдан              | 6–2, 7–6                            |                                |
| 1989–1992 | чоловічий турнір не проводився      | чоловічий турнір не проводився      | чоловічий турнір не проводився      | чоловічий турнір не проводився |
| 1993      | Карлос Коста                        | Альберто Берасатегі                 | 3–6, 6–1, 6–4                       |                                |
| 1994      | Алекс Корретха                      | Хав'єр Франа                        | 6–3, 5–7, 7–6(7–3)                  |                                |
| 1995      | Карлос Моя                          | Фелікс Мантілья                     | 6–0, 6–3                            |                                |
| 1996–2000 | Buenos Aires Challenger[перевірити] | Buenos Aires Challenger[перевірити] | Buenos Aires Challenger[перевірити] |                                |
| 2001      | Густаво Куертен                     | Хосе Акасусо                        | 6–1, 6–3                            |                                |
| 2002      | Ніколас Массу                       | Агустін Кальєрі                     | 2–6, 7–6(7–5), 6–2                  |                                |
| 2003      | Карлос Моя (2)                      | Гільєрмо Кор'я                      | 6–3, 4–6, 6–4                       |                                |
| 2004      | Гільєрмо Кор'я                      | Карлос Моя                          | 6–4, 6–1                            |                                |
| 2005      | Гастон Гаудіо                       | Маріано Пуерта                      | 6–4, 6–4                            |                                |
| 2006      | Карлос Моя (3)                      | Філіппо Воландрі                    | 7–6(8–6), 6–4                       |                                |
| 2007      | Хуан Монако                         | Алессіо ді Мауро                    | 6–1, 6–2                            |                                |
| 2008      | Давід Налбандян                     | Хосе Акасусо                        | 3–6, 7–6(7–5), 6–4                  |                                |
| 2009      | Томмі Робредо                       | Хуан Монако                         | 7–5, 2–6, 7–6(7–5)                  |                                |
| 2010      | Хуан Карлос Ферреро                 | Давид Феррер                        | 5–7, 6–4, 6–3                       |                                |
| 2011      | Ніколас Альмагро                    | Хуан Ігнасіо Чела                   | 6–3, 3–6, 6–4                       |                                |
| 2012      | Давид Феррер                        | Ніколас Альмагро                    | 4–6, 6–3, 6–2                       |                                |
| 2013      | Давид Феррер (2)                    | Стен Вавринка                       | 6–4, 3–6, 6–1                       |                                |
| 2014      | Давид Феррер (3)                    | Фабіо Фоніні                        | 6–4, 6–3                            |                                |
| 2015      | Рафаель Надаль                      | Хуан Монако                         | 6–4, 6–1                            |                                |
| 2016      | Домінік Тім                         | Ніколас Альмагро                    | 7–6(7–2), 3–6, 7–6(7–4)             |                                |
| 2017      | Олександр Долгополов                | Нісікорі Кей                        | 7–6(7–4), 6–4                       |                                |
| 2018      | Домінік Тім (2)                     | Аляж Бедене                         | 6–2, 6–4                            |                                |
| 2019      | Марко Чеккінато                     | Дієго Шварцман                      | 6–1, 6–2                            |                                |
| 2020      | Каспер Рууд                         | Педро Соуза                         | 6–1, 6–4                            |                                |
| 2021      | Дієго Шварцман                      | Франсіско Черундоло                 | 6–1, 6–2                            |                                |
| 2022      | Каспер Рууд (2)                     | Дієго Шварцман                      | 5–7, 6–2, 6–3                       |                                |
| 2023      | Карлос Алькарас                     | Кемерон Норрі                       | 6–3, 7–5                            |                                |
| 2024      | Факундо Діас Акоста                 | Ніколас Джаррі                      | 6–3, 6–4                            |                                |
| 2025      | Жуан Фонсека                        | Франциско Серундоло                 | 6–4, 7–6(7–1)                       |                                |

### Парний розряд
| Рік       | Чемпіони                                    | Фіналісти                                  | Рахунок                             |
| --------- | ------------------------------------------- | ------------------------------------------ | ----------------------------------- |
| 1968      | Андрес Хімено Фред Столл                    | Род Лейвер Рой Емерсон                     | 6–3, 4–6, 7–5, 6–1                  |
| 1969      | Патрісіо Корнехо Хайме Фійоль               | Рой Емерсон Фрю Макміллан                  | W/O                                 |
| 1970      | Боб Кармайкл Рей Раффелз                    | Желько Франулович Ян Кодеш                 | 7–5, 6–2, 5–7, 6–7, 6–3             |
| 1971      | Желько Франулович Іліє Настасе              | Патрісіо Корнехо Хайме Фійоль              | 6–4, 6–4                            |
| 1972      | Хайме Фійоль (2) Хайме Пінто Браво          | Беррі Філліпс-Мур Іван Моліна              | 2–6, 7–6, 6–2                       |
| 1973      | Рікардо Кано Гільєрмо Вілас                 | Патрісіо Корнехо Іван Моліна               | 7–6, 6–3                            |
| 1974      | Мануель Орантес Гільєрмо Вілас (2)          | Кларк Гребнер Томас Кош                    | 6–4, 6–3                            |
| 1975      | Паоло Бертолуччі Адріано Панатта            | Юрген Фассбендер Ганс-Юрген Поманн         | 7–6, 6–7, 6–4                       |
| 1976      | Карлус Кірмайр Тіто Васкес                  | Рікардо Кано Белус Прахокс                 | 6–4, 7–5                            |
| 1977      | Йон Ціріак Гільєрмо Вілас (3)               | Рікардо Кано Антоніо Муньйос               | 6–4, 6–0                            |
| 1978      | Кріс Льюїс Вен Вінітскі                     | Хосе Луїс Клерк Белус Прахокс              | 6–4, 3–6, 6–0                       |
| 1979      | Томаш Шмід Шервуд Стюарт                    | Маркос Хосевар Жоао Суарес                 | 6–1, 7–5                            |
| 1980      | Ганс Гільдемайстер Андрес Гомес             | Анхель Хіменес Хайро Веласко стар.         | 6–4, 7–5                            |
| 1981      | Маркос Хосевар Жоао Суарес                  | Альваро Фільйоль Хайме Фійоль              | 7–6, 6–7, 6–4                       |
| 1982      | Ганс Кері Золтан Кухарський                 | Анхель Хіменес Мануель Орантес             | 7–5, 6–2                            |
| 1983–1984 | не проводився                               | не проводився                              | не проводився                       |
| 1985      | Мартін Хайте Крістіан Мініуссі              | Едуардо Бенгоечеа Дієго Перес              | 6–4, 6–3                            |
| 1986      | Луї Курто Горст Скофф                       | Ґуставо Луса Густаво Тіберті               | 3–6, 6–4, 6–3                       |
| 1987      | Серхіо Касаль Томас Карбонелл               | Джей Бергер Орасіо де ла Пенья             | W/O                                 |
| 1988      | Карлос Коста Хав'єр Санчес                  | Едуардо Бенгоечеа Хосе Луїс Клерк          | 6–3, 3–6, 6–3                       |
| 1989–1992 | не проводився                               | не проводився                              | не проводився                       |
| 1993      | Томас Карбонелл (2) Карлос Коста (2)        | Серхіо Касаль Еміліо Санчес Вікаріо        | 6–4, 6–4                            |
| 1994      | Серхіо Касаль (2) Еміліо Санчес Вікаріо     | Томас Карбонелл Франсіско Ройг             | 6–3, 6–2                            |
| 1995      | Вінс Спейдія Хрісто ван Ренсбург            | Їржі Новак (тенісист) Давід Рікл           | 6–3, 6–3                            |
| 1996–2000 | Buenos Aires Challenger[перевірити]         | Buenos Aires Challenger[перевірити]        | Buenos Aires Challenger[перевірити] |
| 2001      | Лукас Арнольд Кер Томас Карбонелл (3)       | Маріано Худ Себастьян Прієто               | 5–7, 7–5, 7–6(7–5)                  |
| 2002      | Гастон Етліс Мартін Родрігес                | Сімон Аспелін Ендрю Кратцманн              | 3–6, 6–3, [10–4]                    |
| 2003      | Маріано Худ Себастьян Прієто                | Лукас Арнольд Кер Давід Налбандян          | 6–2, 6–2                            |
| 2004      | Лукас Арнольд Кер (2) Маріано Худ (2)       | Федеріко Бровне Дієґо Веронельї            | 7–5, 6–7(2–7), 6–4                  |
| 2005      | Франтішек Чермак Леош Фридль                | Хосе Акасусо Себастьян Прієто              | 6–2, 7–5                            |
| 2006      | Франтішек Чермак (2) Леош Фридль (2)        | Васіліс Мазаракіс Борис Пашанскі           | 6–1, 6–2                            |
| 2007      | Себастьян Прієто (2) Мартін Гарсія          | Рубен Рамірес Ідальго Альберт Монтаньєс    | 6–4, 6–2                            |
| 2008      | Агустін Кальєрі Луїс Орна                   | Вернер Ешауер Петер Лучак                  | 6–0, 6–7(6–8), [10–2]               |
| 2009      | Марсель Гранольєрс Альберто Мартін          | Ніколас Альмагро Сантьяго Вентура Бертомеу | 6–3, 5–7, [10–8]                    |
| 2010      | Себастьян Прієто (3) Орасіо Себальйос       | Зімон Гройль Петер Лучак                   | 7–6(7–4), 6–3                       |
| 2011      | Олівер Марах Леонардо Маєр                  | Франко Феррейро Андре Са                   | 7–6(8–6), 6–3                       |
| 2012      | Давід Марреро Фернандо Вердаско             | Міхал Мертиняк Андре Са                    | 6–4, 6–4                            |
| 2013      | Сімоне Болеллі Фабіо Фоніні                 | Ніколас Монро Зімон Штадлер                | 6–3, 6–2                            |
| 2014      | Марсель Гранольєрс (2) Марк Лопес Таррес    | Пабло Куевас Орасіо Себальйос              | 7–5, 6–4                            |
| 2015      | Яркко Ніємінен Андре Са                     | Пабло Андухар Олівер Марах                 | 4–6, 6–4, [10–7]                    |
| 2016      | Хуан Себастьян Кабаль Роберт Фара           | Іньїго Сервантес Паоло Лоренці             | 6–3, 6–0                            |
| 2017      | Хуан Себастьян Кабаль (2) Роберт Фара (2)   | Сантьяго Гонсалес Давід Марреро            | 6–1, 6–4                            |
| 2018      | Андрес Мольтені Орасіо Себальйос (2)        | Хуан Себастьян Кабаль Роберт Фара          | 6–3, 5–7, [10–3]                    |
| 2019      | Максімо Гонсалес Орасіо Себальйос (3)       | Дієго Шварцман Домінік Тім                 | 6–1, 6–1                            |
| 2020      | Марсель Гранольєрс (3) Орасіо Себальйос (4) | Гільєрмо Дюран Хуан Ігнасіо Лондеро        | 6–4, 5–7, [18–16]                   |
| 2021      | Томіслав Бркич Нікола Чачиц                 | Аріель Беар Ґонсало Ескобар                | 6–3, 7–5                            |
| 2022      | Сантьяго Гонсалес Андрес Мольтені (2)       | Орасіо Себальйос Фабіо Фоніні              | 6–1, 6–1                            |
| 2023      | Сімоне Болеллі (2) Фабіо Фоніні (2)         | Ніколас Баррієнтос Аріель Беар             | 6–2, 6–4                            |
| 2024      | Сімоне Болеллі (3) Андреа Вавассорі         | Марсель Гранольєрс Орасіо Себальйос        | 6–2, 7–6(8–6)                       |
| 2025      | Гвідо Андреоцці Тео Аррібаге                | Рафаель Матос Марсело Мело                 | 7–5, 4–6, [10–7]                    |